# ヨハン・ニコラウス・フォン・ホントハイム

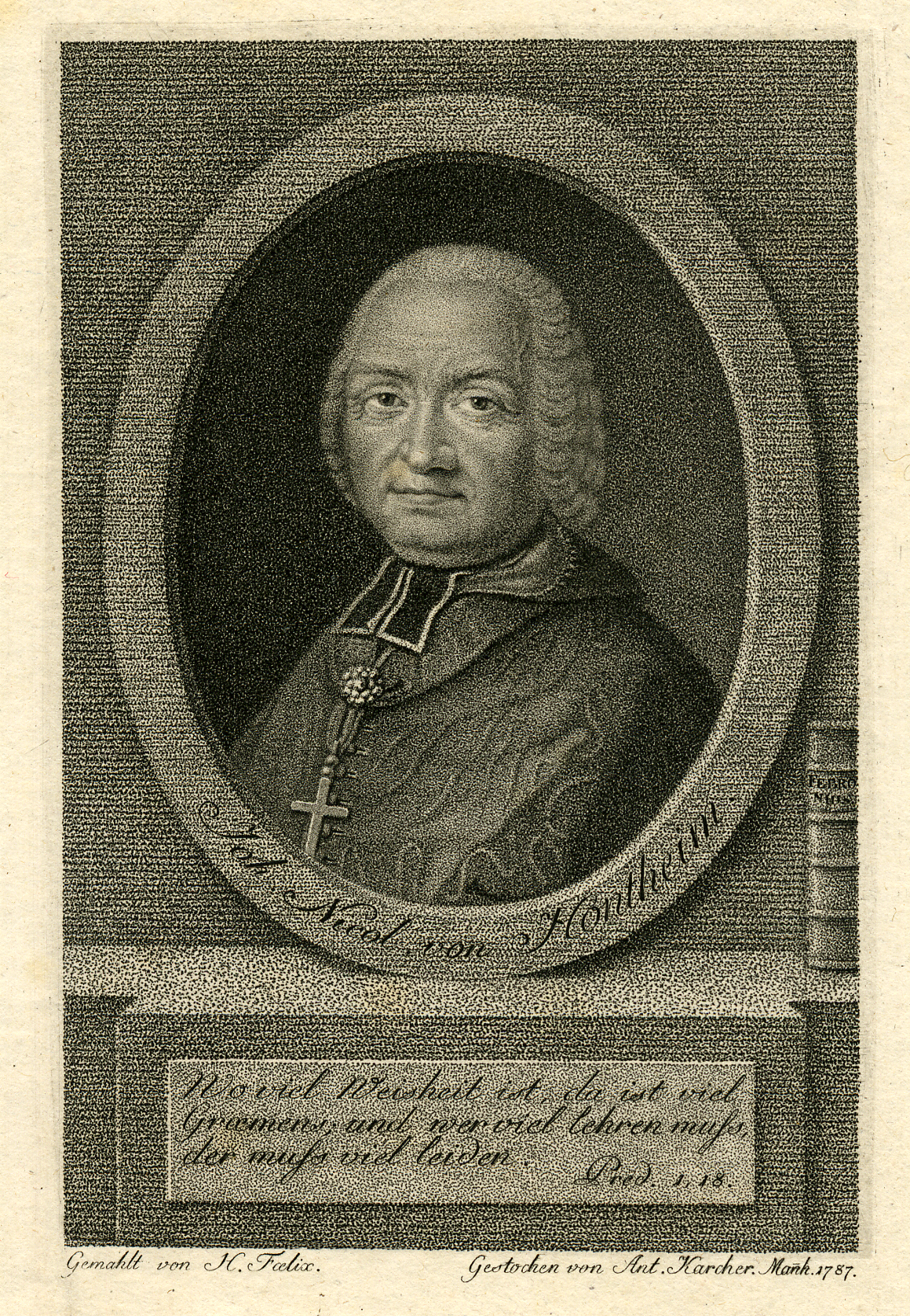
ヨハン・ニコラウス・フォン・ホントハイム

ヨハン・ニコラウス・フォン・ホントハイム（Johann Nikolaus von Hontheim, 1701年1月27日 - 1790年9月2日）は、18世紀ドイツのカトリック神学者。ユスティヌス・フェブロニウスという偽名で『教会の現状とローマ教皇の正統なる権限について』（De Statu Ecclesiae et Legitima protestate Romani Pontificis）を著し、フェブロニウス主義という一大ムーヴメントを巻き起こした。

## 生涯
トリーアに貴族の家に生まれる。イエズス会の大学を卒業し、1738年にコブレンツに移った。啓蒙専制主義を主張し、またローマ教皇は一般の聖職者と異ならないはずだと主張し、教皇による政治介入や教皇不可謬説を批判した。さらに、当時のカトリック教会は本来あるべき姿ではないとして、原始キリスト教に立ち返ることを主張した。後に教会の上司から圧力を掛けられ、自説を変更せざるを得ない状況に追い込まれた。